# Bärtige Glockenblume
Die Bärtige Glockenblume (Campanula barbata) ist eine Pflanzenart aus der Gattung Glockenblumen (Campanula) in der Familie der Glockenblumengewächse (Campanulaceae).

## Beschreibung

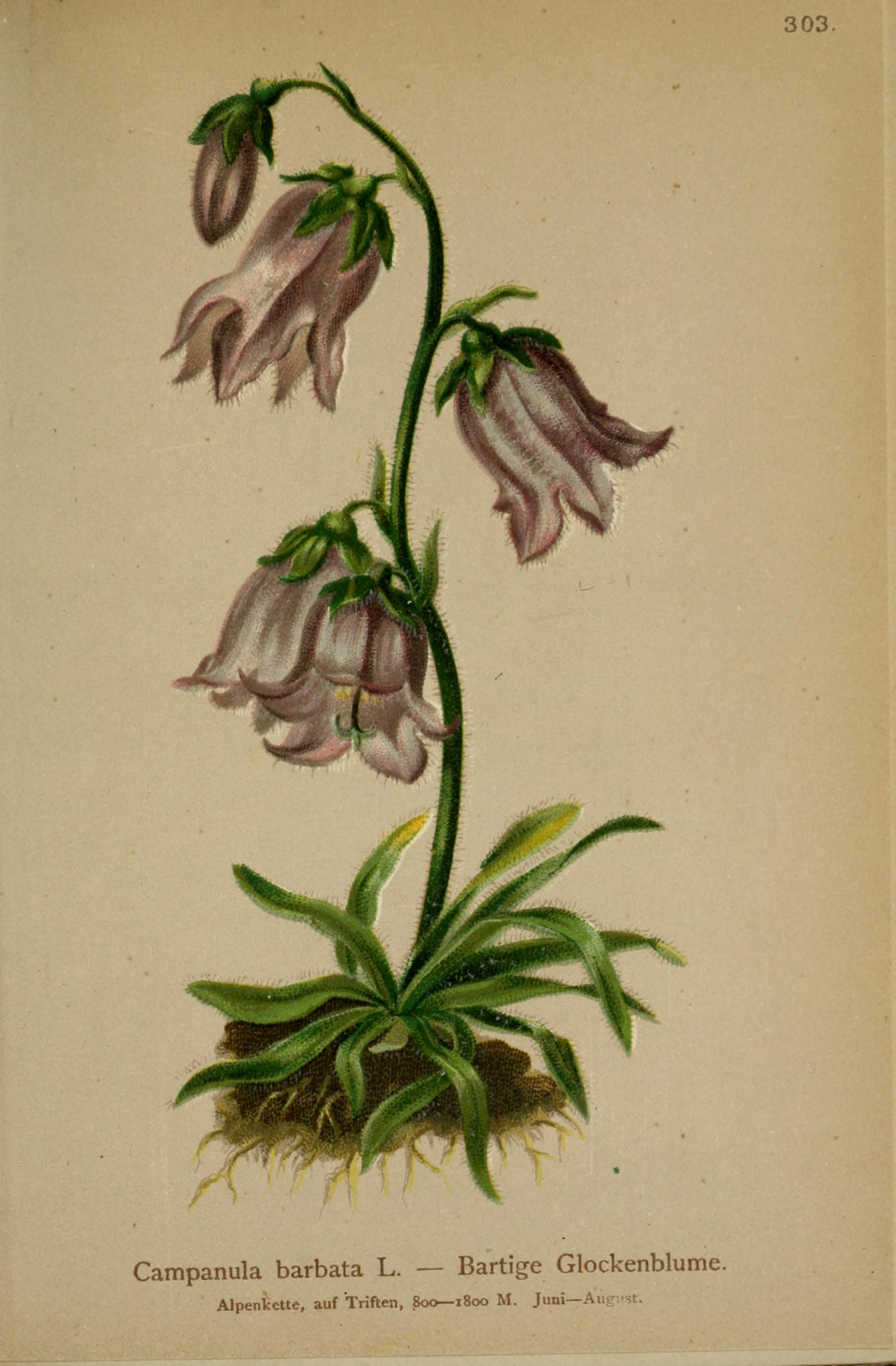
Illustration aus Atlas der Alpenflora, Tafel 303

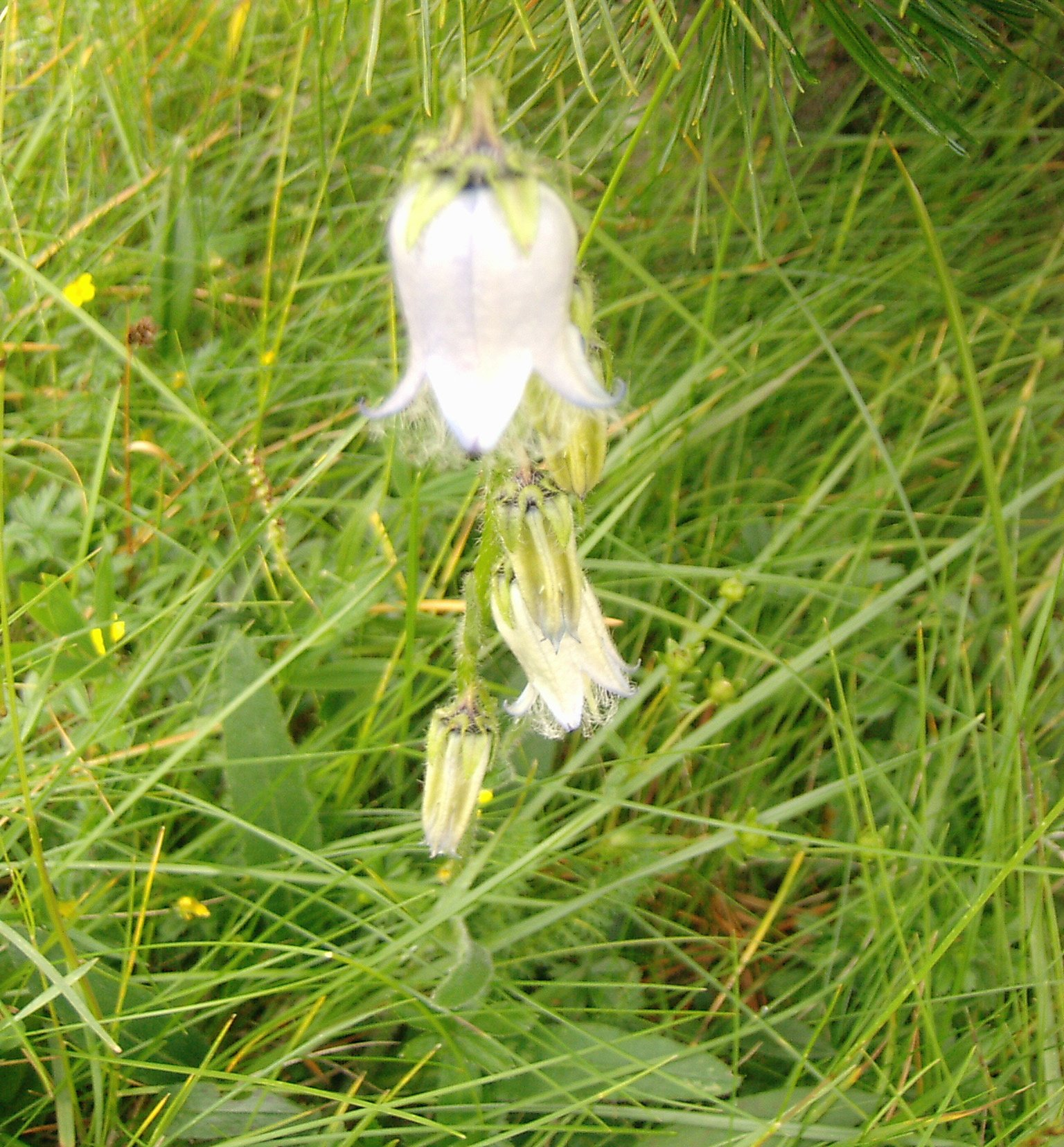
Bärtige Glockenblume mit weißen Blüten

### Vegetative Merkmale
Die Bärtige Glockenblume wächst als ausdauernde krautige Pflanze und erreicht Wuchshöhen von 10 bis 40 Zentimetern. Der aufrechte Stängel ist steif behaart. Die Grundblätter sind in einer Rosette angeordnet. Ihre Blattspreite ist länglich lanzettlich sowie ganzrandig oder leicht gesägt. Am Stängel befinden sich nur wenige kleine bis etwa 10 Millimeter lange schmale Laubblätter.

### Generative Merkmale
Die Blütezeit reicht von Juni bis August. Im einseitswendigen, traubigen Blütenstand befinden sich zwei bis zu zwölf zuletzt nickende Blüten.
Die zwittrigen Blüten sind fünfzählig mit doppelter Blütenhülle. Die fünf Kelchzipfel sind höchstens halb so lang wie die Krone und haben ein herabgeschlagenes, herzförmiges Anhängsel in den Kelchbuchten. Die himmelblaue, auch weiße oder violette Krone ist etwa 15 bis 30 Millimeter lang und die fünf Kronzipfel sind innen lang behaart.
Die behaarte Frucht ist abwärts gebogen.
Die Chromosomenzahl beträgt 2n = 34.

## Ökologie
Bei der Bärtigen Glockenblume handelt es sich um einen Hemikryptophyten.
Bestäuber sind vor allem Hummeln, seltener Tagfalter, Fliegen oder Käfer.
Die bis zu 5 Millimeter langen Haare innen an den Lappen der Blumenkrone sind wahrscheinlich Abwehr gegen Nektar raubende, aufkriechende Insekten (Ameisen, Ohrwürmer).
Die Blüte dient als Herberge für kleine Insekten, die Differenz zur Außentemperatur kann einige Grade betragen.

## Vorkommen
Die Bärtige Glockenblume ist in den Alpen, den östlichen Sudeten und der Tatra anzutreffen. Ein isoliertes Vorkommen im südlichen Norwegen rührt vermutlich aus der Eiszeit her.
Sie gedeiht in den Alpen in Höhenlagen von 800 bis 2700 Metern. In den Allgäuer Alpen steigt sie bis zu einer Höhenlage von 2300 Metern auf.
Die Bärtige Glockenblume bevorzugt Weiden, Matten und lichte Wälder. Sie ist Verbandscharakterart des Nardion. Als Substrat benötigt diese kalkfeindliche Pflanze einen Humuspolster.
Die ökologischen Zeigerwerte nach Landolt & al. 2010 sind in der Schweiz: Feuchtezahl F = 3 (mäßig feucht), Lichtzahl L = 4 (hell), Reaktionszahl R = 2 (sauer), Temperaturzahl T = 2 (subalpin), Nährstoffzahl N = 2 (nährstoffarm), Kontinentalitätszahl K = 3 (subozeanisch bis subkontinental).

### Taxonomie und Systermatik
Die Erstveröffentlichung von Campanula barbata erfolgte 1759 durch Carl von Linné in Systema Naturae, 10. Auflage, 2, Seite 926. Das Artepitheton barbata bedeutet bärtig. Das Lektotypusmaterial wurde 2002 durch Pistarino et al. in Taxon, Band 5, Nummer 2, Seite 548–549 festgelegt. Synonyme für Campanula barbata L. sind: Medium barbatum (L.) Spach, Sykoraea barbata (L.) Opiz, Marianthemum barbatum (L.) Schur, Campanula firmiana Vand.,  Campanula macrorhiza var. pogonopetala Vuk., Campanula barbata var. pusilla Gaudin, Campanula barbata var. uniflora A.DC., Campanula barbata var. cyanea Van Houtte, Campanula barbata var. firmiana (Vand.) Steud.
Man kann 2 Unterarten unterscheiden:
- Campanula barbata subsp. barbata: Blüten nickend, Krone meist hellblau, selten weiß oder rötlich. Im ganzen Gebiet der Art.
- Campanula barbata subsp.  strictopedunculata (E.Thomas ex Rchb.) Hirschm. (Syn.: Campanula strictopedunculata (E.Thomas ex Rchb.) Landolt, Campanula barbata var. strictopedunculata E.Thomas ex Rchb.): Blüten aufrecht, Krone meist dinkler, lila bis violettbraun. Sie kommt in der Schweiz, in Osttirol, Vorarlberg, Südtirol und in den Sudeten vor.[5]

## Sonstiges
Die nicht selten vorkommende, rein weißblütige Mutante heißt in Kärnten „Mähderkraut“ und gilt auf dem Hut der Mähder als Zeichen besonderer Tüchtigkeit.

## Trivialnamen
Weitere in Österreich gebräuchliche Volksnamen sind Kuhglocke, Himmelsglöckle und Muttergottesglöckle.